# Voorstraat (Kampen)
De Voorstraat is een straat in het centrum van de Nederlandse stad Kampen. Deze straat loopt vanaf de Gasthuisstraat en de Oudestraat tot de Koornmarkt en Prinsenstraat waar hij in overgaat. De Voorstraat is ongeveer 620 meter lang.
Zijstraten van de Voorstraat zijn de Vispoort (deze kruist de Voorstraat), Zeepziederssteeg, Lampetsteeg, Lampetpoort, Olieslagerssteeg, Klokkensteeg, Bredesteeg, Blauwehandsteeg, De Smidse en de Vergietensteeg.
Er bevinden zich aan deze straat diverse monumentale panden waaronder het stadhuis en de Paterskerk Voorstraat 26. Dit is een voormalige schuilkerk, die nu dienstdoet als kantoor.

## Geschiedenis
Kampen had vroeger om de gehele stad stadsmuren die in de 14e eeuw zijn verplaatst van de Burgel naar waar nu de Ebbingestraten langs lopen. En aan de IJsselzijde werd alleen het gedeelte langs de Oudestraat, deze straat liep van oudsher langs de IJssel, verplaatst naar voor de Voorstraat, hier is nog steeds een gedeelte van deze muur zichtbaar.
Aan de Voorstraat 20 ligt een "Huys" waar dagelijks kunstenaars, schrijvers en uitgevers actief zijn. Dit “Huys” waarvan de eerste stenen rond de dertiende eeuw werd gelegd behoort tot het ouds bewaard gebleven pand van Kampen.
Kampen heeft een rijke geschiedenis wat betreft de sigarenindustrie. Er zaten tal van sigarenfabrikanten in Kampen, zoals de Camper Damper (1924-1928), Smit & Ten Hove (1895-1979), Ubink voorheen J.H. van Hulst en co. (1873 - 1922), Indiana (1935) en De Olifant (1826) aan de Voorstraat 100-108. Alleen deze laatste is hiervan nog overgebleven. Aan de Oudestraat 101 (achterkant fabriek) verkoop men deze sigaren De Olifant.

## Trivia
Rond de achttiende eeuw kwamen er Hoogduitse joden naar Kampen toe. Doordat hun aantal danig toenam besloot men in 1767 een synagoge in een gehuurd pand in te richten bij de Koornmarkt (thans Voorstraat). In 1778 werd dit kerkhuis aangekocht en in 1794 breidde men dit uit. Op den duur voldeed de synagoge niet meer aan de behoefte en werd deze in 1847 vervangen door een nieuw gebouw die zich thans aan de IJsselkade bevindt. Maar het is nu meer in gebruik als synagoge.

## Zie ook

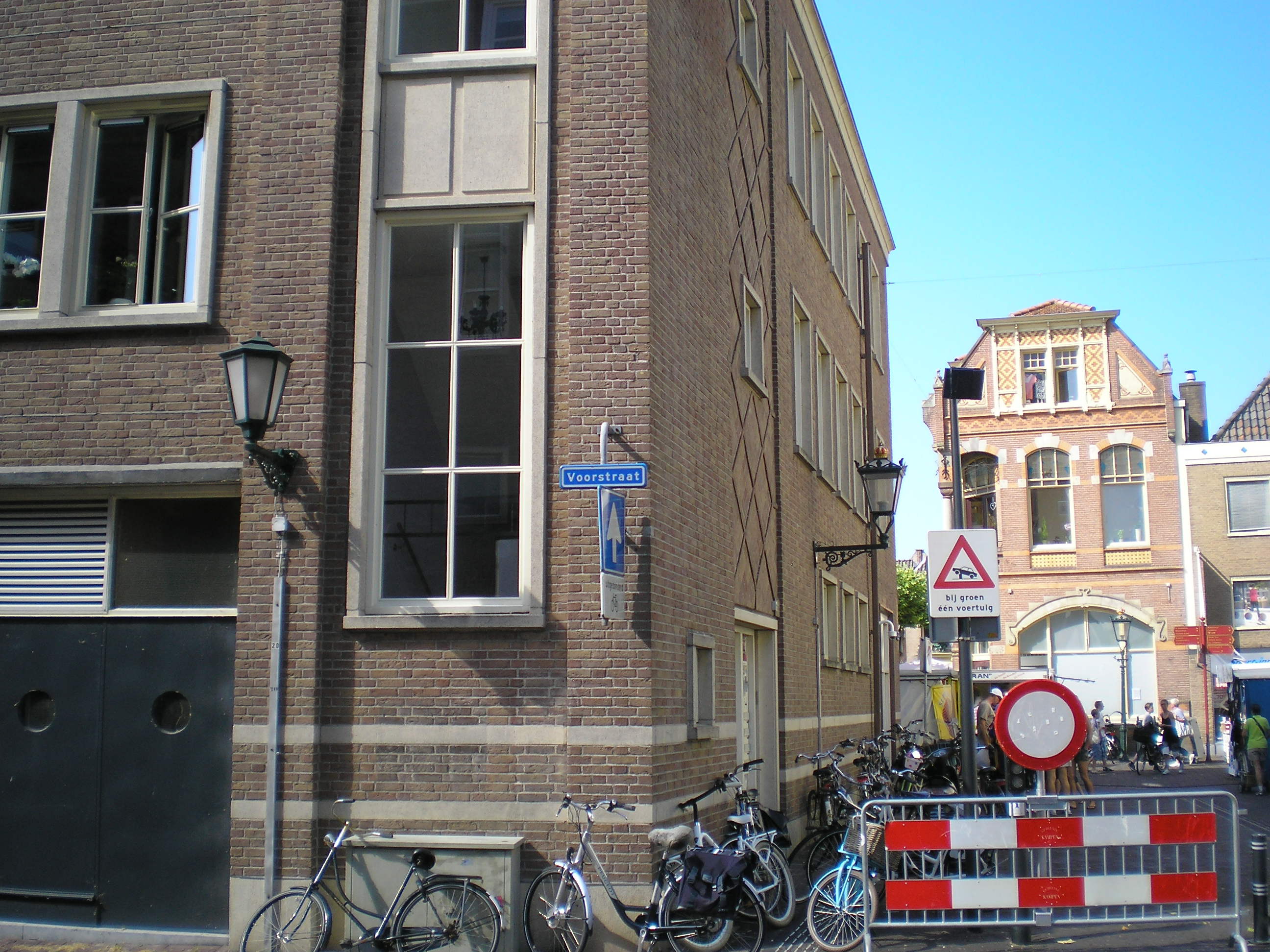
Voorstraat te Kampen
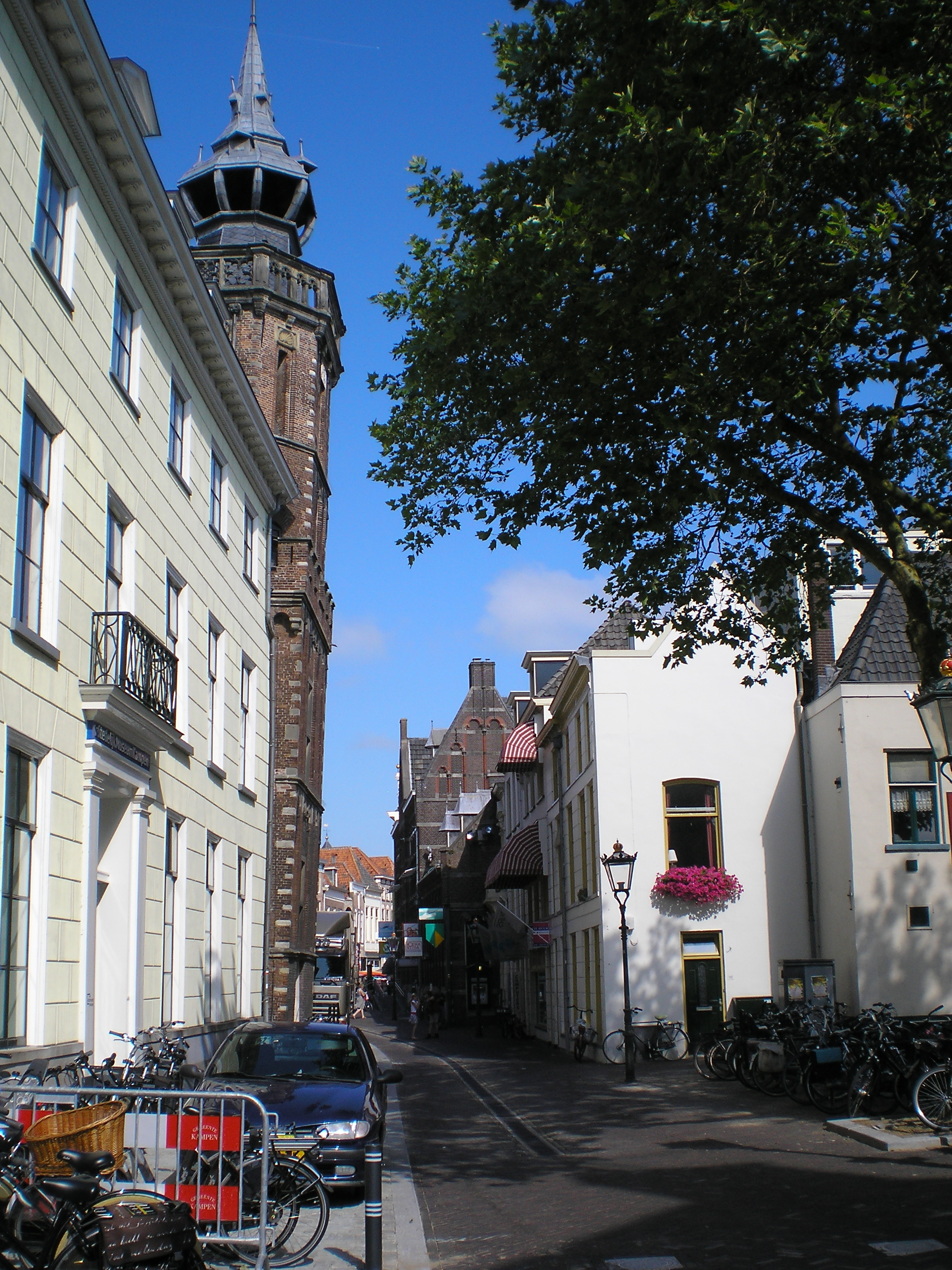
Voorstraat met links de toren van het stadhuis
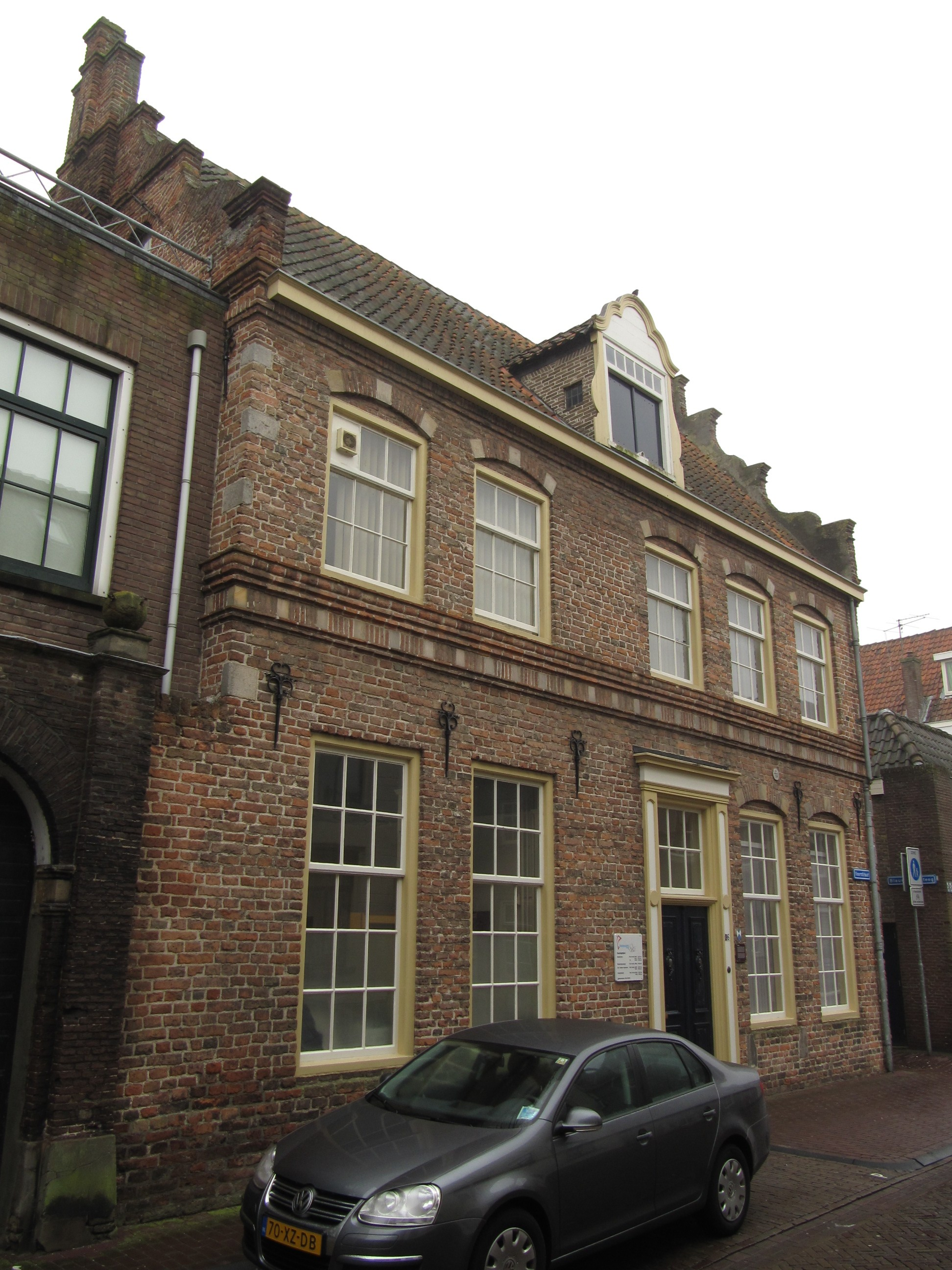
Paterskerk aan de Voorstraat 26 (rijksmonument)